# ヴィーコ・ネル・ラーツィオ
ヴィーコ・ネル・ラーツィオ（伊: Vico nel Lazio）は、イタリア共和国ラツィオ州フロジノーネ県にある、人口約2,100人の基礎自治体（コムーネ）。

## 地理

### 位置・広がり
フロジノーネ県の北西部に位置するコムーネ。県都フロジノーネから北へ15km、アヴェッツァーノから南南西へ29km、ローマから東へ71kmの距離にある。

#### 隣接コムーネ
隣接するコムーネは以下の通り。括弧内のAQはラクイラ県（アブルッツォ州）所属を示す。
- アラトリ
- コッレパルド
- グアルチーノ
- モリーノ (AQ)

### 気候分類・地震分類
ヴィーコ・ネル・ラーツィオにおけるイタリアの気候分類 (it) および度日は、zona E, 2418 GGである。
また、イタリアの地震リスク階級 (it) では、zona 2B (sismicità media) に分類される。

## 行政

### 山岳部共同体
広域行政組織である山岳部共同体「モンティ・エルニチ山岳部共同体」 (it:Comunità montana Monti Ernici) （事務所所在地: ヴェーロリ）を構成するコムーネの一つである。